# Big Bash League
La Big Bash League es un campeonato de críquet en formato reducido a 20 overs (Twenty20) que se disputa en Australia desde 2011. Cricket Australia creó el certamen para sustituir a la T20 Big Bash. Cuenta con ocho equipos: dos en Melbourne y Sídney, y uno en Adelaida, Brisbane, Hobart y Perth.
El torneo se disputa en diciembre y enero, al inicio del verano austral. En la temporada regular, cada equipo juega ocho partidos, cuatro de local y cuatro de visitante, incluyendo dos ante un rival designado. Los cuatro mejores equipos avanzan a semifinales, y los dos ganadores avanzan a la final. Anteriormente, los dos finalistas de la Big Bash League clasificaba a la Liga de Campeones T20.
Cada equipo cuenta con 18 jugadores, con al menos dos debutantes, y un máximo de dos extranjeros. En la temporada 2020/21, el tope salarial es de 1,86 millones de dólares australianos.
La BBL se emitía en Australia por el canal pago Fox Sports hasta 2012/13, y a partir de 2013/14 por el canal de aire Network Ten. Además se emite en Nueva Zelanda por Sky Sport, y en la India, Sri Lanka y Bangladés por STAR Sports.
La final de la temporada 2015/16 se disputó ante 47,672 espectadores y tuvo una audiencia promedio de 1,8 millones en Network Ten. En tanto, el derbi de Melbourne entre Stars y Renegades de enero de 2016 se jugó ante 80.883 espectadores. Los 32 partidos de la temporada 2015/16 tuvieron un promedio de 29.443 espectadores.

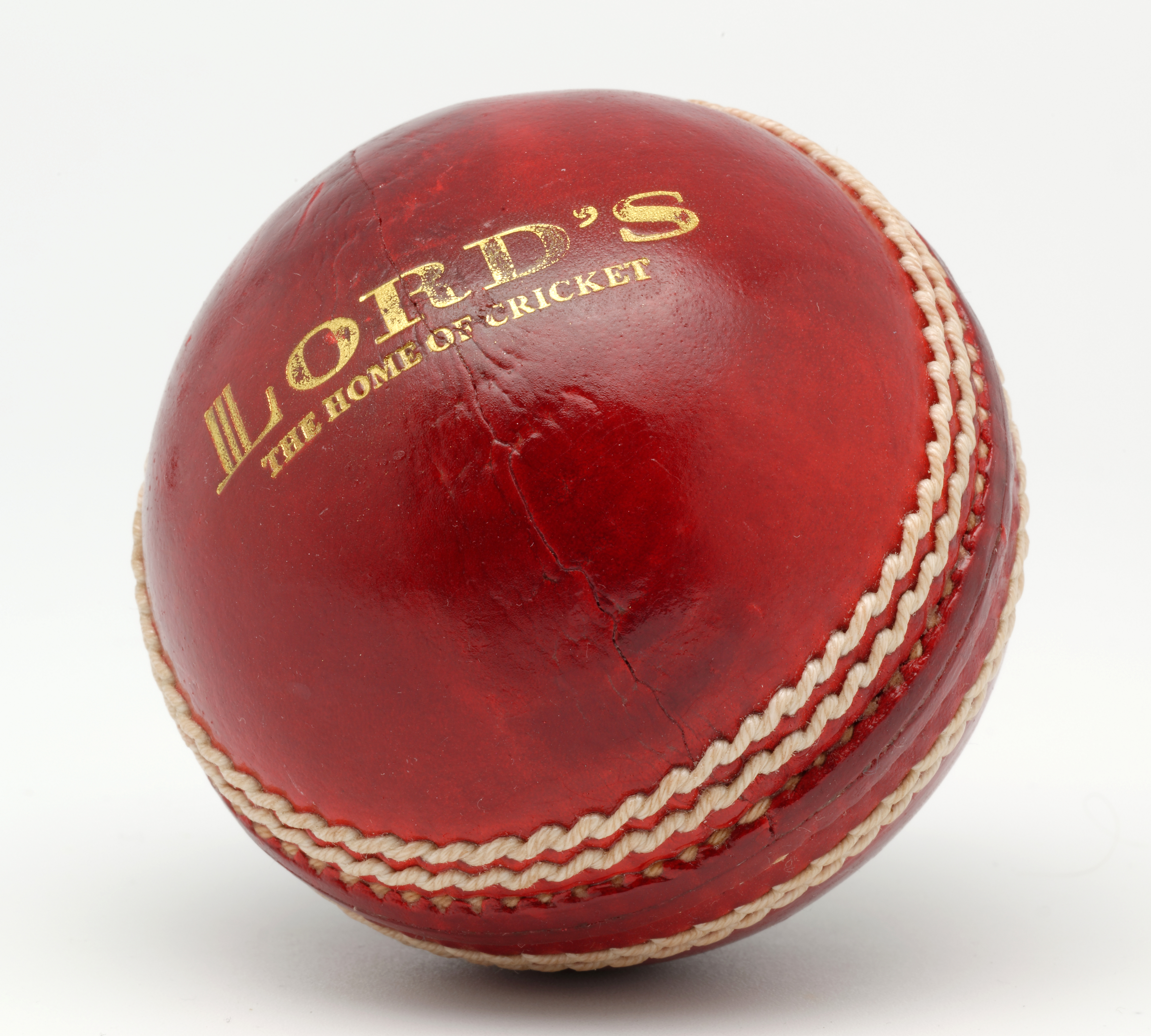
Una pelota de críquet.

## Equipos
| Equipo              | Ciudad    | Estado               | Estadio                   |
| ------------------- | --------- | -------------------- | ------------------------- |
| Adelaide Strikers   | Adelaida  | Australia Meridional | Adelaide Oval             |
| Brisbane Heat       | Brisbane  | Queensland           | Brisbane Cricket Ground   |
| Hobart Hurricanes   | Hobart    | Tasmania             | Blundstone Arena          |
| Melbourne Renegades | Melbourne | Victoria             | Docklands Stadium         |
| Melbourne Stars     | Melbourne | Victoria             | Melbourne Cricket Ground  |
| Perth Scorchers     | Perth     | Australia Occidental | WACA Ground               |
| Sydney Sixers       | Sídney    | Nueva Gales del Sur  | Sydney Cricket Ground     |
| Sydney Thunder      | Sídney    | Nueva Gales del Sur  | Sydney Showground Stadium |

## Resultados
| Temporada | Campeón                            | Resultado   | Subcampeón                         | Estadio                  |
| --------- | ---------------------------------- | ----------- | ---------------------------------- | ------------------------ |
| 2011/12   | Sydney Sixers 158/3 (18.5 overs)   | 7 wickets   | Perth Scorchers 156/5 (20 overs)   | WACA Ground              |
| 2012/13   | Brisbane Heat 167/5 (20 overs)     | 34 carreras | Perth Scorchers 133/9 (20 overs)   | WACA Ground              |
| 2013/14   | Perth Scorchers 191/4 (20 overs)   | 39 carreras | Hobart Hurricanes 152/7 (20 overs) | WACA Ground              |
| 2014/15   | Perth Scorchers 148/6 (20 overs)   | 4 wickets   | Sydney Sixers 147/5 (20 overs)     | Manuka Oval              |
| 2015/16   | Sydney Thunder 181/7 (19.3 overs)  | 3 wickets   | Melbourne Stars 176/9 (20 overs)   | Melbourne Cricket Ground |
| 2016/17   | Perth Scorchers 144/1 (15.5 overs) | 9 wickets   | Sydney Sixers 141/9 (20 overs)     | WACA Ground              |

## Jugadores
Más carreras anotadas
1. Aaron Finch (Renegades): 1561 en 40 innings
2. Michael Klinger (Strikers, Scorchers): 1537 en 46 innings
3. Chris Lynn (Brisbane Heat): 1412 en 44 innings
4. Luke Wright (Stars): 1398 en 45 innings
5. Brad Hodge (Renegades, Stars, Strikers): 1344 en 36 innings

Mayor promedio de carreras
1. Andre Russell (Renegades, Thunder): 166,29
2. Chris Lynn (Heat): 157,76
3. Brendon McCullum (Heat): 157,28
4. Glenn Maxwell (Renegades, Stars): 154,23
5. Kieron Pollard (Strikers): 153,96

Mayor cantidad de wickets
1. Ben Laughlin (Strikers, Hurricanes): 69 en 50 innings
2. Brad Hogg (Scorchers, Renegades): 54 en 52 innings
3. Shaun Tait (Strikers, Hurricanes, Renegades): 46 en 35 innings
4. Sean Abbott (Sixers, Thunder): 46 en 42 innings
5. Clint McKay (Stars, Thunder): 46 en 40 innings
6. Jason Behrendorff (Scorchers): 45 en 32 innings
7. Clint McKay (Stars, Thunder): 45 en 37 innings